# Michał IV Autorejan
Michał IV Autorejan, gr. Μιχαήλ Ἀυτωρειανός (zm. 26 sierpnia 1212) – ekumeniczny patriarcha Konstantynopola rezydujący w Nicei w latach 1206–1212.

## Życiorys
Był uczonym bizantyńskim bliskim Eustacjuszowi z Tesaloniki. Został mianowany patriarchą przez Teodora I Laskarysa po śmierci patriarchy Jana X (1206). W dniu 20 marca 1206 Michał dokonał aktu koronacji Teodora I Laskarysa na cesarza.